# Цигельницкая, Фаня Абрамовна
Цигельницкая Фаня Абрамовна (22 марта 1906, Белосток — 7 ноября 1988) — участница революционного движения в Западной Белоруссии, советский партийный деятель.

## Биография
Окончила Минскую школу КПЗБ (1925), Коммунистический университет в Москве (1930). В 1923-25 руководила Центральной партийной связью Компартии Западной Белоруссии (КПЗБ). В 1926 секретарь Пинского и Барановичского, в начале 1930-х годов — Слонимского окружкомов КПЗБ. В 1927-28 член Временного краевого секретариата ЦК КПЗБ, в 1932-33 уполномоченный ЦК КПЗБ по Виленской области и член краевого секретариата ЦК КПЗБ. В 1933 приговорена польскими властями до 7 лет тюрьмы. После воссоединения Западной Белоруссии с БССР с 1939 на советской работе в Белостоке. Депутат Народного собрания Западной Белоруссии (1939, Белосток). В 1944-63 на партийной и советской работе в Гродно и Гродненской области.